# بستان‌السیاحه
بستان‌السیاحه کتابی‌است نوشتهٔ زین‌العابدین شیروانی. این کتاب دربردارندهٔ آگاهی‌های ارزنده‌ای دربارهٔ موضوعات جغرافیایی، تاریخی و باورهای رایج. بستان‌السیاحه یکی از چهار اثر برجای‌مانده از این نویسنده است. 
این کتاب به ادعای نویسنده حاصل سفر ۳۷سالهٔ اوست به منطقه‌های گوناگون. شیروانی این کتاب را در زمان فتحعلی شاه و برای محمد میرزا به رشتهٔ نگارش درآورد. تاریخ پایان نگارش آن رجب ۱۲۴۸ هجری قمری است. 
این اثر نثری روان دارد و نویسنده در آن به‌فراوانی از قرآن و شعرهای پارسی شاهد آورده‌است. 
در زمان ناصرالدین شاه و به فرمان او و هزینهٔ امین‌السلطان، عبدالله مستوفی بر اساس نسخهٔ اصلی و با مقابلهٔ نسخه‌های دیگر پس از دو سال کار نسخهٔ تصحیح شدهٔ آن را ارائه داد که در سال ۱۳۱۰ هجری قمری با چاپ سنگی و قطع رحلی منتشر شد. 

## منبع
- دانشنامه جهان اسلام
- کتاب بستان السیاحه